# الدوري الإيطالي الدرجة الثالثة 2015–16
الدوري الإيطالي الدرجة الثالثة 2015–16 (بالإيطالية: Lega Pro 2015-2016)‏ هو الموسم 2 من الدوري الإيطالي الدرجة الثالثة. أقيم خلال الفترة 6 سبتمبر 2015 وحتى 8 مايو 2016، وكان عدد الأندية المشاركة فيه 54، وفاز فيه نادي سيتاديلا.